# The Grass Arena
The Grass Arena es una autobiografía que se convirtió en una película británica estrenada en 1991. Está basada en la historia real de John Healy. El libro estuvo agotado durante varios años, pero se reeditó el 31 de julio de 2008.

## Argumento
Criado en una familia religiosa con un padre abusivo, el joven Johnny pronto descubre que tiene que aprender a defenderse. Se inicia en el boxeo, pero pronto cae víctima del alcoholismo. Terminada su carrera en el boxeo, John se va al "Grass Arena", parques donde vive con otros alcohólicos. Su vida se convierte en un horrible viaje de alcoholismo sin hogar y el estilo de vida asociado al crimen, cárcel y peligro. Entre otros acontecimientos, describe que le administraron el medicamento Antabuse en algún tipo de ensayo clínico.
En la cárcel, un compañero de prisión le enseña ajedrez y demuestra una habilidad extraordinaria en el juego. Pronto vence a grandes maestros y sus partidas se publican en los periódicos. Así es redimido por el juego. Healy es interpretado por Mark Rylance en la película, en la que también participa Pete Postlethwaite.

## Lanzamientos
La adaptación cinematográfica de la BBC fue lanzada en DVD por Simply Media en 2018.